# Семевский, Михаил Иванович
Михаи́л Ива́нович Семе́вский (4 [16] января 1837, Псковская губерния — 9 [21] марта 1892, Кронштадт) — русский историк, журналист, общественный деятель. Тайный советник. Брат В. И. Семевского.

## Биография
Происходил из дворянского рода Семевских. Родился в селе Федорцево, Великолуцкого уезда Псковской губернии 4 (16) января 1837 года.
Окончил Полоцкий кадетский корпус (1852) и Дворянский полк (1855; с апреля 1855 — Константиновский кадетский корпус). С июня 1855 года до 1861 года был на военной службе в лейб-гвардии Павловском полку; с 1857 года был командирован в качестве репетитора русского языка в 1-й кадетский корпус. 
В 1861—1862 годах преподавал в Смольном институте благородных девиц. Затем служил в Государственной канцелярии, по Главному комитету об устройстве сельского состояния, до самого закрытия комитета в 1882 году. В 1870 году местом его проживания был дом Трута (Спасская улица, 13).
Участвовал в городском самоуправлении Петербурга. С 1877 года был гласным Петербургской городской думы, а в 1883—1885 годах — товарищем городского головы. Особенно много труда он посвятил городской училищной комиссии, членом которой состоял.
В 1877 году был произведён в действительные статские советники, в 1882 году — в тайные советники.
Скончался 9 (21) марта 1892 года; похоронен на Новодевичьем кладбище Санкт-Петербурга. Захоронение сохранилось.

## Ранние исторические работы
Как историк Семевский, попавший в 1855—1856 году в среду московских литераторов и слушавший лекции в университете, начал публиковаться в 19-летнем возрасте. Его сфера интересов — история XVIII — первой половины XIX веков, дворцовые перевороты, политический сыск петровской эпохи, биографии государственных деятелей XVIII века. Первым печатным трудом его была статья в «Москвитянине» (1856. — № 12) «О фамилии Грибоедовых»; в следующем году он издал историко-этнографическое исследование «Великие Луки и Великолуцкий уезд», (СПб., которое подверглось издевательской критике Н. А. Добролюбова. Наиболее значительные из публикаций последующего времени — «Царица Прасковья» («Время». — 1861, № 2—5), цикл очерков о политическом следствии времён Петра «Слово и дело» («Светоч». — 1861; «Иллюстрация» — 1862; в 1880-е годы вышли отдельным изданием), «Императрица Екатерина I и семейство Монсов», «Сторонники царевича Алексея», биография царицы E. Ф. Лопухиной, «Фрейлина Гамильтон». Во многом под влиянием публикаций Семевского (сохранявших почтительное отношение к Петру I, но не скрывавших и тёмных сторон его личности и политики) правительство одно время запрещало публикацию исторических материалов периода после Петра.
Ряд политически острых, по цензурным условиям, материалов Семевский публиковал в этот период в лондонской Вольной русской типографии Герцена.

## «Русская старина»

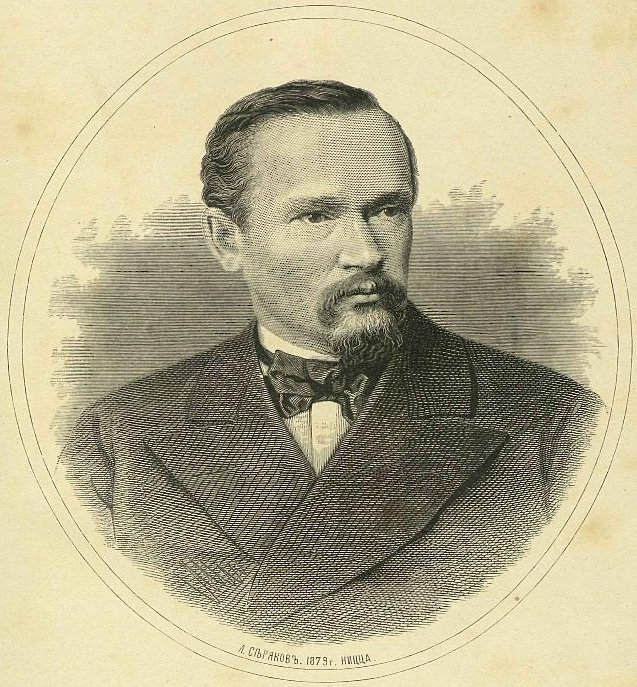
Михаил Семевский
(гравюра Л. Серякова, 1879)

Значительную роль в русской науке и культуре Семевский сыграл как издатель (с 1870 года до конца жизни) крупнейшего исторического журнала «Русская старина», в основном посвящённого XVIII веку. Из-за служебных соображений Семевский до 1877 года не выступал в качестве официального редактора журнала, которым числился его родственник, Василий Арсеньевич Семевский; но в действительности он был полным, самостоятельным хозяином журнала. М. И. Семевский не только активно участвовал в нём собственными материалами, но и активно стимулировал розыск в частных архивах интересных документов, а также советовал свидетелям эпохи писать воспоминания. Был членом Археографической комиссии и почётным членом Археологического института. Предпринимал путешествия по России с научной целью, знакомился с учёными архивными комиссиями, осмотрел богатый семейный архив князя Куракина в Саратовской губернии, с важными документами, относящимися к истории XVIII века. Результатом ознакомления Семевского с этим архивом было предпринятое князем Ф.А. Куракиным издание «Архив кн. Куракина», первые тома которого вышли под редакцией Семевского. На основании открытых в куракинском архиве новых материалов, преимущественно по истории Петра Великого, Семевский прочёл ряд публичных лекций о Петре Великом, в 1890—1891 годах.
Впервые опубликовал мемуары А. Т. Болотова (1870), Я. П. Шаховского (1872), Эрнста Миниха, сына фельдмаршала (1891), а также мемуары и письма декабристов.
На протяжении многих лет Семевский составлял альбом автографов известных людей, включающий 850 записей, многие из которых носили дружески-откровенный характер. Совершенно неожиданно для многих из участников альбома он опубликовал его под названием «Знакомые» (СПб., 1888).